# Vuelta a Venezuela 2014
La 51ª edición de la Vuelta Ciclista a Venezuela, se disputó desde el 04 al 13 de julio de 2014.
Integrada al calendario internacional americano como la 21.ª carrera de dicha competición, el recorrido fue de 1425 km en 10 etapas, mayormente en terreno plano.
El vencedor fue el venezolano Jonathan Salinas, integrante del equipo Kino Táchira, ganando por primera vez la ronda venezolana. Fue seguido en el podio por sus compatriotas Carlos Gálviz y Jhon Nava.
El ciclista Xavier Quevedo, ganó la clasificación por puntos. Las demás clasificaciones secundarias fueron para Andris Hernández la montaña, el sprints para Junior Romero, la Sub-23 para Yonder Godoy y la clasificación por equipos la ganó el equipo Kino Táchira.

## Equipos participantes
Tomaron parte de la carrera 25 equipos, 19 locales y 6 extranjeros, totalizando 141 corredores de los que acabaron 115. 
En los equipos extranjeros destacaron las presencias del italiano Androni Giocattoli-Venezuela, y el Neri Sottoli que ganó cinco etapas y tres de ellas por Francesco Chicchi.
| - Gobernación de Táchira - Concafe - Kino Táchira - Lotería del Táchira - Gobernación de Mérida - PDVSA - Fundación José Rujano - Alcaldía de Tovar - Alcaldía de Iribarren - Gobernación de Nueva Esparta - Gobernación de Carabobo - Gobernación de Yaracuy - AGV - ONA - IDT - FONA - PDVSA - Café Flor de Patria - Fundadeporte Carabobo - Gobernación de Barinas - Gobernación del Zulia - Lotería del Zulia - CC La Lagunita - Iardene - Nueva Esparta - Gobernación de Trujillo - Satrud - Gobernación de Anzoategui - D'Vïctor - Selección del estado Zulia - IRDEZ | - Androni Giocattoli-Venezuela - Neri Sottoli - JB Ropa Deportiva - InderSantander - Selección de República Dominicana - Selección de Cuba |

## Etapas
| Etapa | Fecha       | Recorrido                  | km    | Ganador           | Líder             |
| 1.ª   | 4 de julio  | Circuito en Maracaibo      | 80    | Francesco Chicchi | Francesco Chicchi |
| 2.ª   | 5 de julio  | San Francisco - Valera     | 225,4 | Andris Hernández  | Andris Hernández  |
| 3.ª   | 6 de julio  | Trujillo - Barquisimeto    | 216,7 | Jonathan Monsalve | Jonathan Monsalve |
| 4.ª   | 7 de julio  | Ospino - Barinitas         | 167,1 | Jorge Abreu       | Jonathan Salinas  |
| 5.ª   | 8 de julio  | Sabaneta - San Carlos      | 224,5 | Alexander Gómez   | Jonathan Salinas  |
| 6.ª   | 9 de julio  | Campo de Carabobo - Nirgua | 102,6 | Carlos Gálviz     | Jonathan Salinas  |
| 7.ª   | 10 de julio | Circuito en San Felipe     | 80    | Francesco Chicchi | Jonathan Salinas  |
| 8.ª   | 11 de julio | Circuito en Valencia       | 152,7 | Rafael Andriato   | Jonathan Salinas  |
| 9.ª   | 12 de julio | Guacara - Cagua            | 106,9 | Francesco Chicchi | Jonathan Salinas  |
| 10.ª  | 13 de julio | Circuito en Caracas        | 70    | Kenny van Hummel  | Jonathan Salinas  |

## Clasificaciones
- Las clasificaciones finalizaron de la siguiente manera.

### Clasificación general
| Posición | Ciclista          | Equipo                           | Tiempo     |
|          | Jonathan Salinas  | Kino Táchira                     | 33:48:55   |
| 2        | Carlos Gálviz     | Androni Giocattoli-Venezuela     | a 00:00:06 |
| 3        | Jhon Nava         | Kino Táchira                     | a 00:00:24 |
| 4        | Jonathan Camargo  | Gobernación de Táchira - Concafe | a 00:01:06 |
| 5        | Juan Murillo      | Lotería del Táchira              | a 00:01:12 |
| 6        | Jorge Abreu       | Gobernación de Táchira - Concafe | a 00:01:14 |
| 7        | Juan Ruiz         | Gobernación de Trujillo - Satrud | a 00:01:23 |
| 8        | Yonder Godoy      | Androni Giocattoli-Venezuela     | a 00:01:24 |
| 9        | Jonathan Monsalve | Neri Sottoli                     | a 00:01:26 |
| 10       | Yeisson Delgado   | Gobernación de Táchira - Concafe | a 00:01:26 |

### Clasificación por puntos
| Posición | Ciclista          | Equipo                       | Puntos |
|          | Xavier Quevedo    | Gobernación de Yaracuy - AGV | 108    |
| 2        | Francesco Chicchi | Neri Sottoli                 | 95     |
| 3        | Jonathan Salinas  | Kino Táchira                 | 84     |

### Clasificación de la montaña
| Posición | Ciclista         | Equipo                                    | Puntos |
|          | Andris Hernández | Fundación José Rujano - Alcaldía de Tovar | 11     |
| 2        | Jorge Abreu      | Gobernación de Táchira - Concafe          | 9      |
| 3        | Jonathan Salinas | Kino Táchira                              | 9      |

### Clasificación de los sprints
| Posición | Ciclista      | Equipo                        | Puntos |
|          | Junior Romero | Gobernación de Nueva Esparta  | 37     |
| 2        | Wilmen Bravo  | Gobernación de Mérida - PDVSA | 25     |
| 3        | Xavier Nieves | ONA - IDT - FONA              | 25     |

### Clasificación de Sub-23
| Posición | Ciclista       | Equipo                           | Tiempo     |
|          | Yonder Godoy   | Androni Giocattoli-Venezuela     | 33:50:19   |
| 2        | Ronniel Campos | Gobernación de Yaracuy - AGV     | a 00:01:14 |
| 3        | Andrés Soto    | Gobernación de Trujillo - Satrud | a 00:01:21 |

### Clasificación por equipos
| Posición | Equipo                           | Tiempo     |
|          | Kino Táchira                     | 101:29:22  |
| 2        | Androni Giocattoli-Venezuela     | a 00:00:50 |
| 3        | Gobernación de Táchira - Concafe | a 00:01:06 |